# Ma‘vāj
Ma‘vāj (persiska: معواج) är en ort i Iran.   Den ligger i provinsen Khorasan, i den östra delen av landet, 700 km öster om huvudstaden Teheran. Ma‘vāj ligger 1 637 meter över havet och antalet invånare är 361.
Terrängen runt Ma‘vāj är kuperad västerut, men österut är den platt.Runt Ma‘vāj är det glesbefolkat, med 10 invånare per kvadratkilometer. Närmaste större samhälle är Qā'en, 15,6 km öster om Ma‘vāj. Omgivningarna runt Ma‘vāj är i huvudsak ett öppet busklandskap.